# Rudolf Berger (esgrimista)
Rudolf Berger (datas desconhecidas) foi um esgrimista austríaco que participou dos Jogos Olímpicos de Verão de 1928, sob a bandeira da Áustria.